# Lądowisko Zamość-Szpital
Lądowisko Zamość-Szpital – lądowisko sanitarne w Zamościu, w województwie lubelskim, położone przy ul. Aleje Jana Pawła II 10. Przeznaczone jest do wykonywania startów i lądowań śmigłowców sanitarnych i ratowniczych w dzień i w nocy o dopuszczalnej masie startowej do 5700 kg.
Zarządzającym lądowiskiem jest Samodzielny Publiczny Szpital Wojewódzki im. Papieża Jana Pawła II w Zamościu. W roku 2014 zostało wpisane do ewidencji lądowisk Urzędu Lotnictwa Cywilnego pod numerem 291
Koszt jego budowy wyniósł ok. 680 tys. zł.